# Catacumbas de Paris

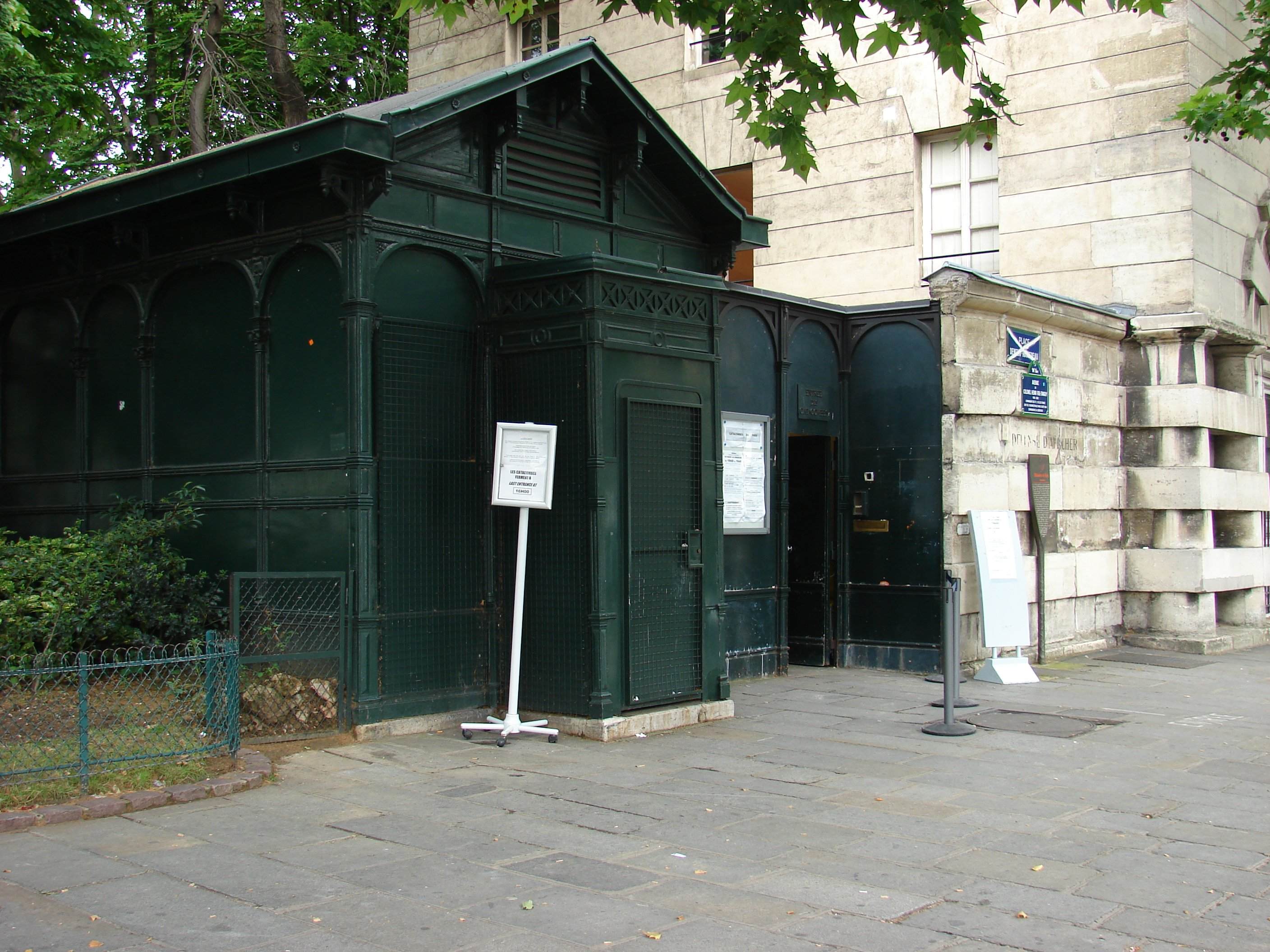
Entrada das Catacumbas de Paris

As Catacumbas de Paris constituem-se em um ossuário subterrâneo localizado na cidade de Paris, França. As catacumbas foram organizadas em alguns setores do complexo sistema de túneis e cavernas existentes no subsolo de Paris, resultantes de séculos de exploração de pedreiras, desde o período de ocupação romana na cidade. Este sistema de túneis é oficialmente designado "Les Carrières de Paris" (As pedreiras de Paris ou Subterrâneos de Paris) e, embora o ossuário ocupe apenas uma parte dos túneis, todo o sistema é comumente conhecido como "As Catacumbas de Paris" e chega a 400 km de extensão.
A organização do Ossuário iniciou-se em 1785.
Desde o início do século XIX as Catacumbas de Paris estão abertas ao Público e constituíram-se em atração turística importante da cidade desde a organização das visitas em 1867.

## História
Na metade do século XVIII, a maior parte das igrejas de Paris possuía seus próprios cemitérios. Entretanto, o crescimento da cidade acumulou gerações e mais gerações de despojos funerários para os quais os cemitérios não ofereciam mais espaço.
Em 1780, o cemitério "des Saints-Innocents", o mais importante da cidade, foi fechado, por demanda da população. A lotação do cemitério era tal que a população vizinha estava adoecendo devido à contaminação provocada pelo excesso de matéria orgânica em decomposição.
No dia 9 de novembro de 1785, o Conselho de Estado francês decidiu pela necessidade de reformular o sistema de cemitérios de Paris e pela imediata tomada de providências. Novos cemitérios foram construídos na periferia da cidade, mas restava a preocupação do que fazer com os cemitérios superlotados já existentes.
A ideia de usar os túneis abandonados das pedreiras parisienses é creditada ao chefe de polícia, general Alexandre Lenoir, e levada a cabo por ordem de seu sucessor, o sr. Thiroux de Crosne.
A escolha do local apropriado e execução da tarefa ficou a cargo do "Service des carrières" cuja tradução poderia ser "Serviço das Pedreiras", na realidade, um órgão governamental criado em 4 de abril de 1777 para zelar pela segurança e consolidação do subsolo parisiense, tão cheio de túneis e cavernas com constantes riscos de desabamentos.
Sob orientação de Charles Axel Guillaumont, inspetor geral dos túneis de Paris, as primeiras ossadas transferidas saíram do cemitério Saint-Nicolas-des-Champs após as Catacumbas terem sido abençoadas, em 4 de abril de 1786.
Inicialmente, as ossadas foram jogadas de qualquer modo nas catacumbas.
Somente na época do império francês (a partir de 1810) que, sob orientação de Héricart de Thury (1776-1854), as ossadas foram dispostas nos corredores das Catacumbas com certa criatividade artística. Ossos longos, como fêmur e tíbia, foram colocados à frente, formando verdadeiras paredes de ossos, adornadas com os crânios em desenhos geométricos. Por trás dessas paredes de ossos, foram depositados os ossos menores e mais irregulares.
Durante a Segunda Guerra Mundial, membros da Resistência Francesa utilizaram assiduamente os túneis de Paris. Os alemães também serviram-se dos túneis, chegando a construir bunkers e casamatas nas suas galerias.
Na segunda metade do século XX, como sempre, os subterrâneos de Paris foram usados por grupos das mais diversas ideologias. Grupos de ativistas políticos, religiosos, artistas, aventureiros, usuários de drogas e vários outros serviram-se dos subterrâneos para seus propósitos, o que ocorre ainda hoje.
Os subterrâneos de Paris também foram utilizados para passagens de cabos telefônicos, de TV por assinatura e de acesso à Internet. Entretanto, devido a inúmeros casos de vandalismo e dificuldades de acesso, tais cabos foram transferidos para tubulação específica mais superficial e protegida.
A parte dos subterrâneos ocupada pelo ossuário continua reservada e é aquela à qual os turistas têm acesso com total segurança.
Com a especulação imobiliária e necessidade de reforço do subsolo para segurança das edificações, uma média de 5 km da rede de túneis existente tem sido bloqueada anualmente por estruturas de cimento.

## Curiosidades
Calcula-se que as Catacumbas de Paris contenham os despojos de 5 a 7 milhões de pessoas.
Os únicos corpos que foram sepultados diretamente nas Catacumbas foram dos mortos nos combates da Revolução Francesa de 28 e 29 de agosto de 1788, na praça do Hôtel de Ville de Paris, de 28 de abril de 1789, na "Manufacture de Réveillon" e de 10 de agosto de 1792, nas Tulherias.
No romance "O Pêndulo de Foucault", de Umberto Eco, as Catacumbas de Paris são a localização de um pergaminho dos cavaleiros templários.
As paredes de todo o sistema de túneis de Paris são cobertas de inscrições e graffitis que datam desde o século XVIII.
Em 1871, membros da Comuna de Paris mataram um grupo de monarquistas em uma das câmaras das Catacumbas.
Victor Hugo usou seus conhecimentos sobre os subterrâneos de Paris ao escrever "Os Miseráveis".
Há grupos de aventureiros que se dedicam a explorar os subterrâneos de Paris além do ossuário. Geralmente o fazem aos finais de semana, como espeleologistas. São chamados de "cataphiles".
O livro "O labirinto de ossos" de Rick Riordan, da coleção "The 39 clues", fala sobre as Catacumbas de Paris.
John Erick Dowdle, em 2014, lançou o filme "As Above, So Below", conhecido em português por "Assim na Terra Como no Inferno", falando de uma jovem historiadora que procurou a seguir do seu pai um tesouro nas Catacumbas de Paris.

## Problemas na estrutura
Os túneis e galerias das antigas Pedreiras de Paris constituem um antigo problema pois ficam localizados a cerca de 20 metros de profundidade, onde estão os filões de pedras que por vezes desabavam, afetando a estabilidade do solo na superfície e pondo em risco as construções.
Para evitar este problema, em 1777 foi criada a "Inspetoria Geral dos Subterrâneos" (IGC - Inspection General des Carrières), com a finalidade de monitorar os túneis e galerias existentes e evitar que novas escavações fossem feitas. Entretanto, alguns túneis novos foram escavados pela própria IGC para melhorar a acessibilidade e realizar o monitoramento e reparos dos subterrâneos. Essas tarefas persistem até o presente e, a despeito dos esforços, não impediu acidentes durante a construção da linha 14 do Metropolitano de Paris.

## Galeria

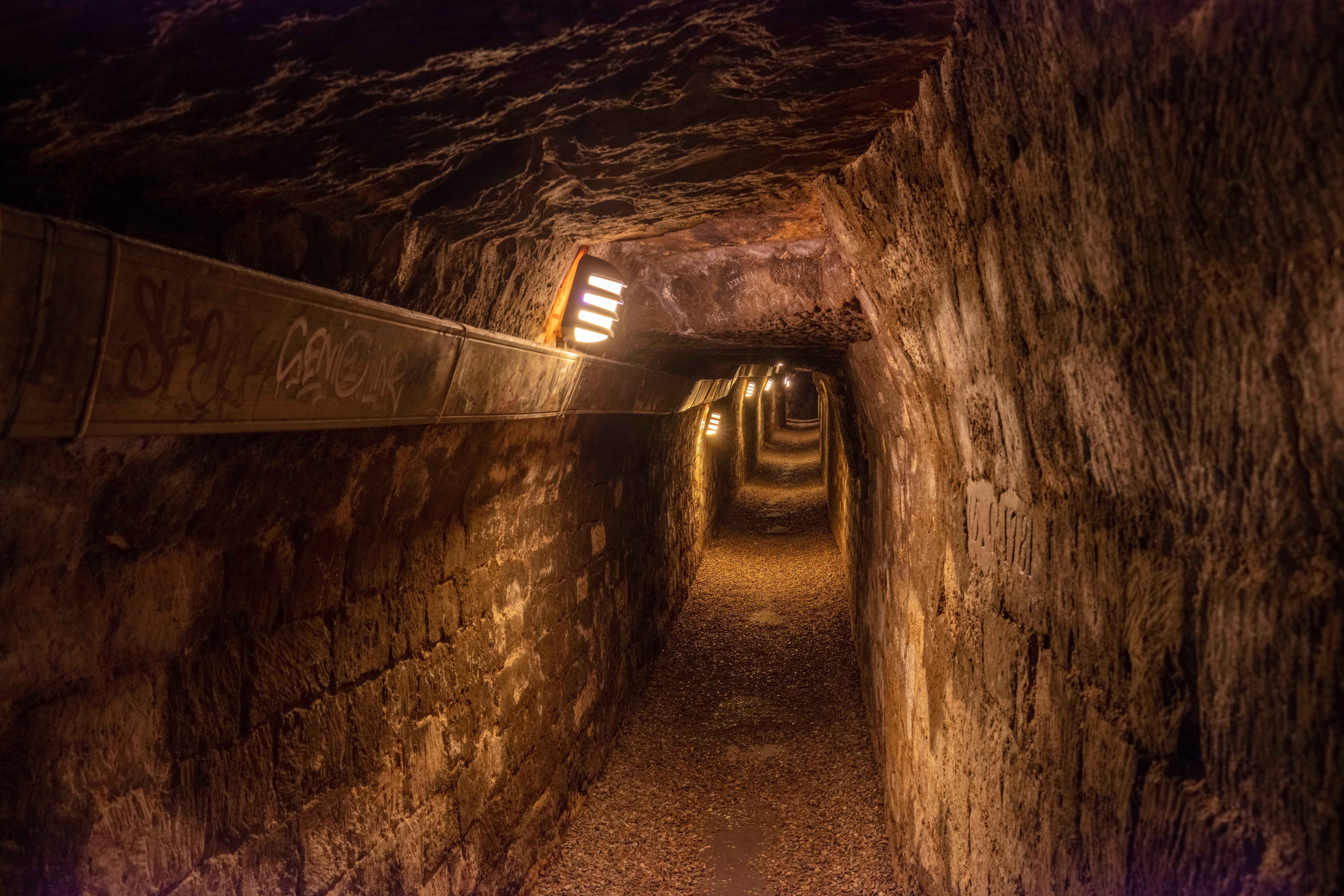
Túnel.
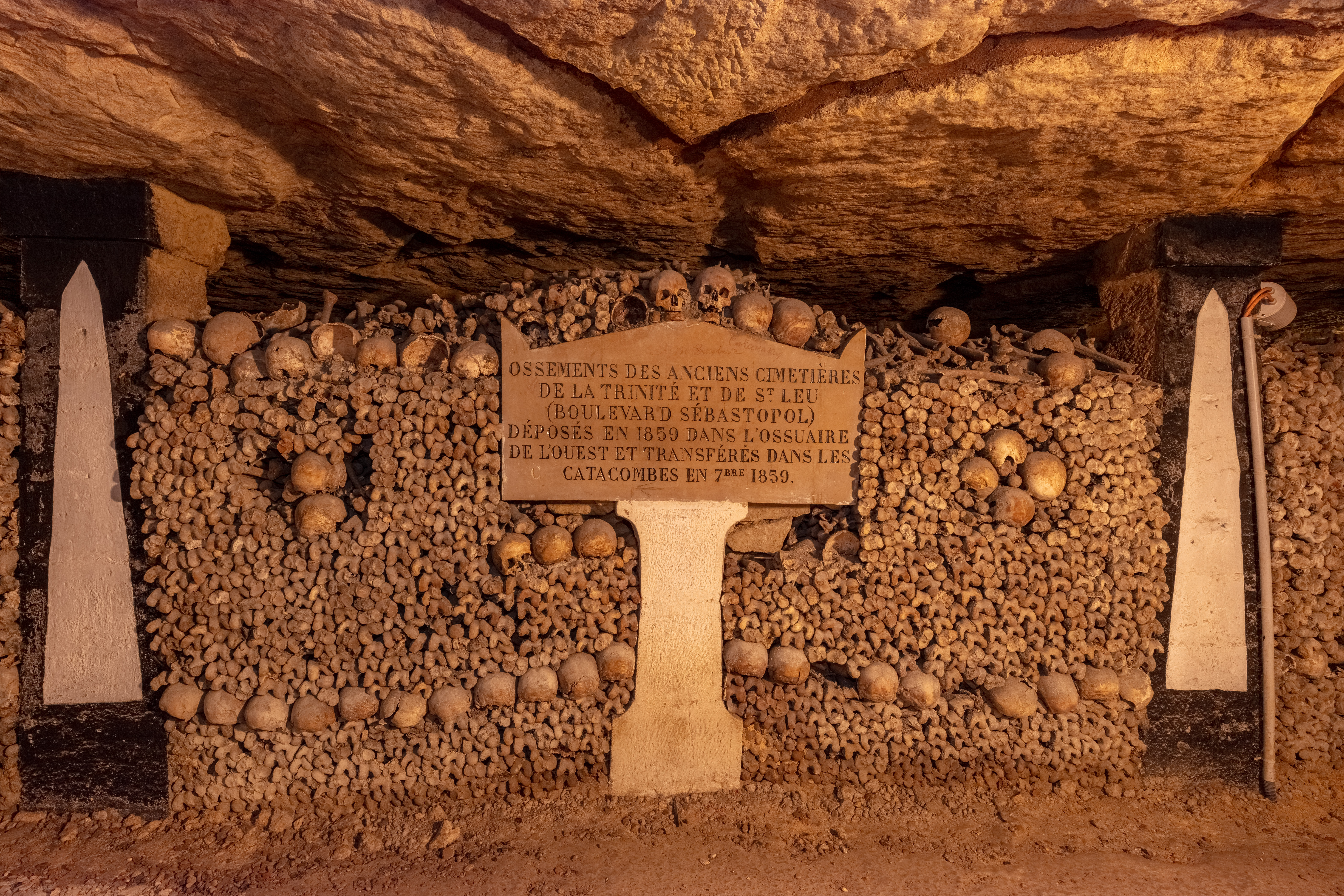
Interior das Catacumbas de Paris. Placa indicando o local dos despojos oriundos do cemitério de Saint Etiénne.
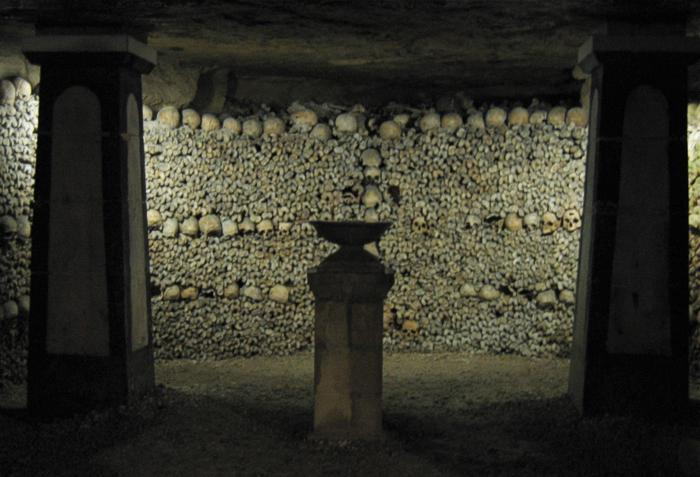
Cripta da Lâmpada do Sepulcro das Catacumbas de Paris.
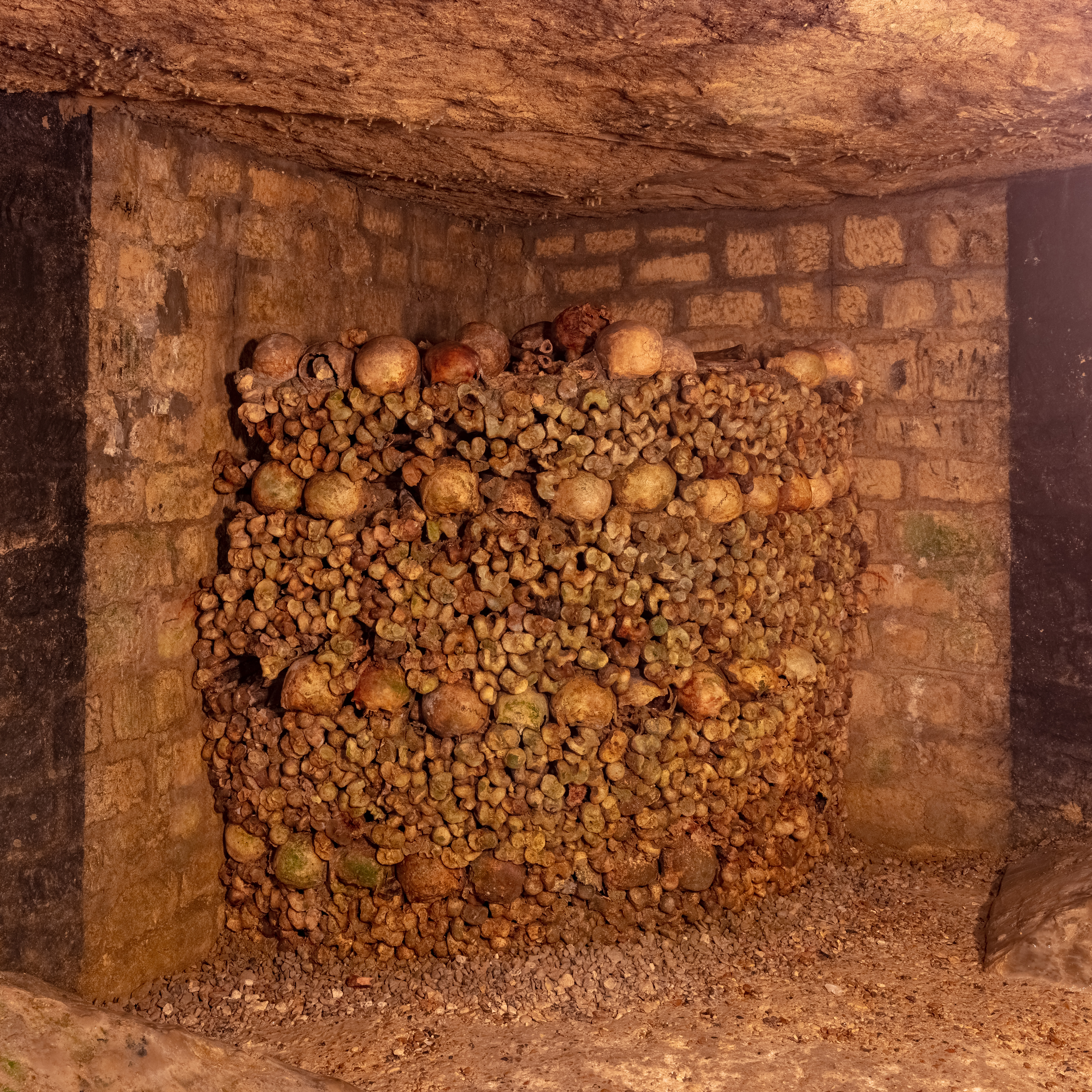
Ossuário das Catacumbas de Paris.
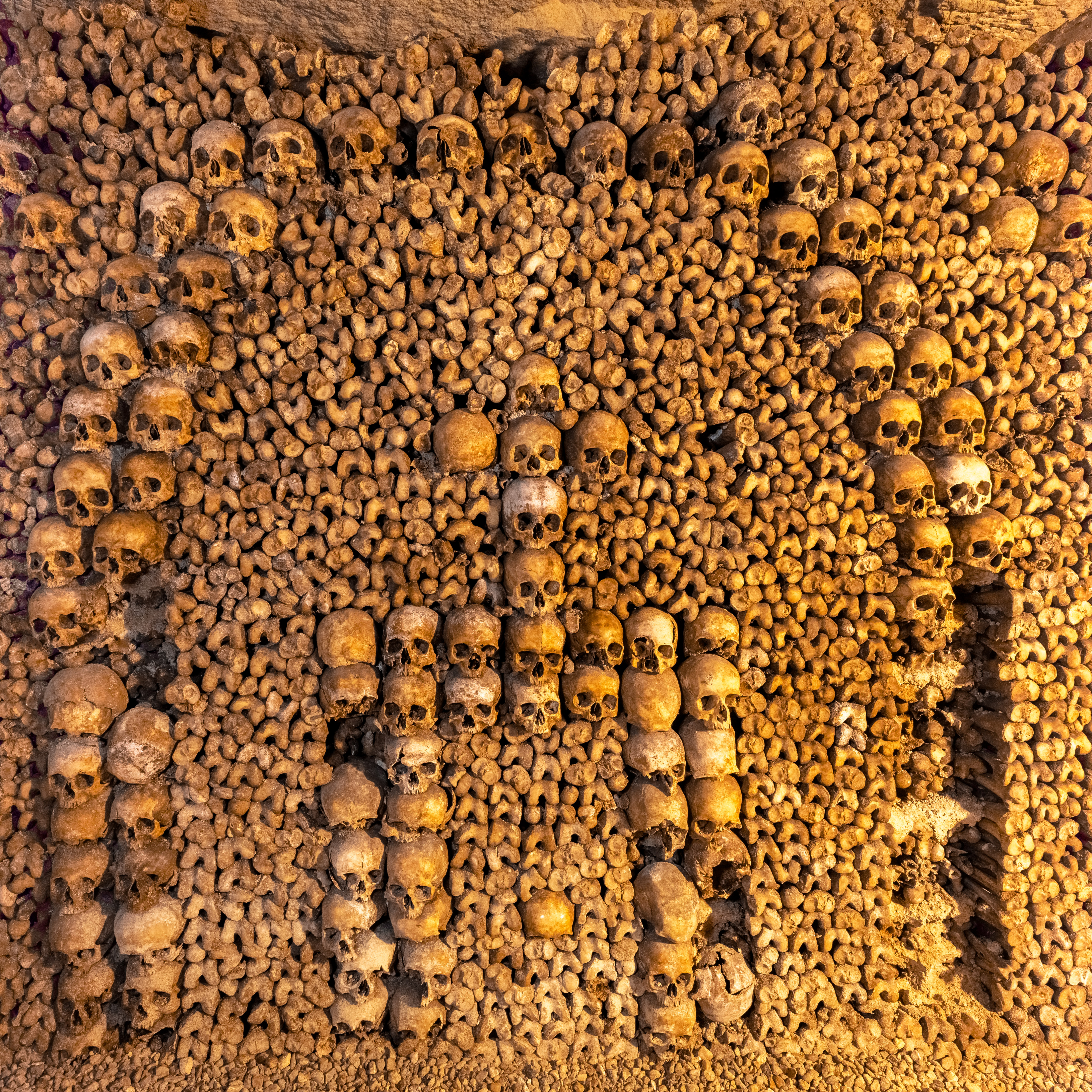
Ossos arrumados nas Catacumbas de Paris.